# Bouzedjar
Bouzedjar (în arabă بوزجار) este o comună din provincia Aïn Témouchent, Algeria.
Populația comunei este de 4.387 de locuitori (2008).